# Disobbedienza civile (saggio)
Disobbedienza civile (Civil Disobedience) è il titolo di un saggio di Henry David Thoreau.
Presentato per la prima volta nel 1848 e pubblicato nel 1849 all'interno dell'Aesthetic Papers di Elizabeth Peabody con il titolo di Resistenza al governo civile (Resistance to Civil Government). Diventò famoso con il titolo di Civil disobedience solo dopo la morte dell'autore.

## Contenuti
(Henry David Thoreau, Disobbedienza civile)
In questo saggio Thoreau condanna apertamente le scelte del governo statunitense, in particolare la permissione della schiavitù e la guerra espansionistica contro il Messico; per questi motivi egli si rifiutò di pagare le tasse, tentando di boicottare la politica del governo e di non contribuire al rafforzamento dello schiavismo nel Sud, ma presto venne incarcerato (solo per una notte, poiché probabilmente una sua zia pagò per lui la tassa in questione). Proprio da quest'esperienza nasce Disobbedienza civile, in cui egli spiega i motivi del suo arresto ingiusto, sostenendo che è ammissibile non rispettare le leggi quando esse vanno contro la coscienza e i diritti dell'uomo; Thoreau fonda così i primi movimenti di protesta e resistenza nonviolenta, che verranno successivamente rappresentati da Martin Luther King e Gandhi.
Quando infatti Thoreau scrive che è necessario disubbidire a leggi ingiuste, o perlomeno attuare una sorta di "resistenza" a esse, egli non pensa a una rivolta violenta, a una rivoluzione armata, ma semplicemente a una non collaborazione col governo che le ha imposte.
Una delle idee principali del saggio è che qualsiasi forma di governo limita drasticamente la singolarità di ogni individuo, perché significa far decidere ciò che è giusto e ciò che è sbagliato unicamente a coloro che sono al potere, non tenendo conto del parere e delle esigenze del popolo; la legge non rende perciò l'uomo giusto, lo rende anzi ingiusto quando egli, fedele ai suoi valori ed alla sua libertà, non la rispetta. Più che "il governo migliore è quello che governa meno", Thoreau sostiene quindi l'idea che "il governo migliore è quello che non governa affatto".
Con Disobbedienza civile non possiamo però considerare Thoreau propriamente un anarchico: l'aspirazione che viene enunciata non è quella dell'immediata abolizione del governo quanto l'immediata istituzione di un governo migliore nell'attesa che gli uomini siano pronti per l'assenza di esso.